# Heavier Things
| Оценки критиков      | Оценки критиков |
| Источник             | Оценка          |
| -------------------- | --------------- |
| Allmusic             | [ 3 ]           |
| Blender              | [ 4 ]           |
| Entertainment Weekly | C+              |
| Los Angeles Times    | [ 6 ]           |
| PopMatters           | 6/10            |
| Robert Christgau     | [ 9 ]           |
| Rolling Stone        | [ 10 ]          |
| Slant Magazine       | [ 11 ]          |
| Spin                 | 5/10            |
| USA Today            | [ 12 ]          |

Heavier Things — второй студийный альбом американского рок-музыканта Джона Мейера, вышедший 3 октября 2003 года на лейбле Columbia Records. Продюсером был Джек Джозеф Пюиг. Диск возглавил американский хит-парад Billboard 200.

## Об альбоме
Ещё до выхода альбом получил положительные отзывы музыкальных критиков и интернет-изданий (суммарно 67/100 от сайта Metacritic): Billboard, Chicago Tribune, The New Zealand Herald, Rolling Stone, Esquire, Spin.
Альбом дебютировал на № 1 в США (Billboard 200) с тиражом 317,000 копий в первую неделю выхода.
Песни с этого альбома получили 2 премии Грэмми (в том числе, «Daughters» как Лучшая песня). На 37-й ежегодной церемонии введения в Зал Славы авторов песен (en:Songwriters Hall of Fame) в 2006 году Мейер был удостоен награды Hal David Starlight Award.

## Список композиций
Слова и музыка всех песен — Джона Мейера, кроме обозначенных.
| №   | Название                             | Длительность |
| --- | ------------------------------------ | ------------ |
| 1.  | «Clarity»                            | 4:28         |
| 2.  | «Bigger Than My Body»                | 4:26         |
| 3.  | «Something's Missing»                | 5:04         |
| 4.  | «New Deep»                           | 4:07         |
| 5.  | «Come Back to Bed»                   | 5:23         |
| 6.  | «Home Life» (Mayer, David LaBruyere) | 4:14         |
| 7.  | «Split Screen Sadness»               | 5:06         |
| 8.  | «Daughters»                          | 3:58         |
| 9.  | «Only Heart»                         | 3:52         |
| 10. | «Wheel»                              | 5:33         |

| №  | Название                                                                             | Длительность |
| -- | ------------------------------------------------------------------------------------ | ------------ |
| 1. | «Clarity (Acoustic)» (Живая запись в Star Lounge, 12/9/03)                           | 4:23         |
| 2. | «Neon (Live)» (Живая запись в Allstate Arena, Чикаго IL, 11/28/03)                   | 6:14         |
| 3. | «Come Back to Bed (Live)» (Живая запись в The Palace, Детройт MI, 11/29/03)          | 10:47        |
| 4. | «Kid A» (Colin Greenwood, Jonathan Greenwood, Ed O'Brien, Phil Selway, Thomas Yorke) | 2:53         |
| 5. | «Clarity (Single Remix)»                                                             | 4:15         |

## Позиции в чартах
| Чарт (2003)              | Высшая позиция |
| ------------------------ | -------------- |
| Australian Albums Chart  | 4              |
| Danish Albums Chart      | 5              |
| Dutch Albums Chart       | 19             |
| Irish Albums Chart       | 72             |
| New Zealand Albums Chart | 15             |
| UK Albums Chart          | 200            |
| U.S. Billboard 200       | 1              |

### Сертификации
| Страна         | Сертификация  |
| -------------- | ------------- |
| Австралия ARIA | Платиновый    |
| США RIAA       | 2× Платиновый |